# Belondira singularis
Belondira singularis är en rundmaskart. Belondira singularis ingår i släktet Belondira och familjen Belondiridae. Inga underarter finns listade i Catalogue of Life.